# Bergiaria westermanni
Bergiaria westermanni är en fiskart som först beskrevs av Lütken, 1874.  Bergiaria westermanni ingår i släktet Bergiaria och familjen Pimelodidae. Inga underarter finns listade.